# Суперіор (готель)
«Суперіор» (англ. "Superior Hotel") — п'ятизірковий готель у Харкові, побудований до Євро-2012 за програмою приватно-державного партнерства. Готель розташований на території Superior Golf & SPA Resort.
Спроєктували будівлю архітектори Джон Сіферт з Великої Британії та Сергій Яковлєв з України. Загальна площа готельного комплексу — 9850 м². Номерний фонд готелю становить 50 номерів (19 Classic, 12 Superior, 10 Twin, 2 Executive Suite, 2 Duplex Suite, 1 Presidential Suite, 4 Standard Villa).
До послуг гостей пропонуються бізнес-центр, що включає три зали для переговорів, багатофункціональний зал для проведення бізнес-заходів, виставок та урочистостей, центр зимового гольфу. На території готелю розташовані три тенісних корти з покриттям «clay».

## Визначні події
21 квітня 2012 р. готель приймав матч плей-офф Світової групи Кубка Федерацій з тенісу Україна — США.
У 2012 році під час Чемпіонату Європи з футболу в готелі розміщувалася збірна Нідерландів.
З 14 по 16 травня 2013 р. у готелі проходить перший міжнародний форум «Пострадянський світ 2020 — ризики, виклики, сценарії».
У церемонії відкриття брали участь Харківський міський голова Геннадій Кернес, голова Харківської облдержадміністрації Михайло Добкін, міністр освіти і науки України Дмитро Табачник, Надзвичайний і Повноважний посол Російської Федерації в Україні Михайло Зурабов. На форум були запрошені провідні політологи, соціологи та експерти з 13 країн колишнього СРСР і далекого зарубіжжя.